# Echelmeyerpark

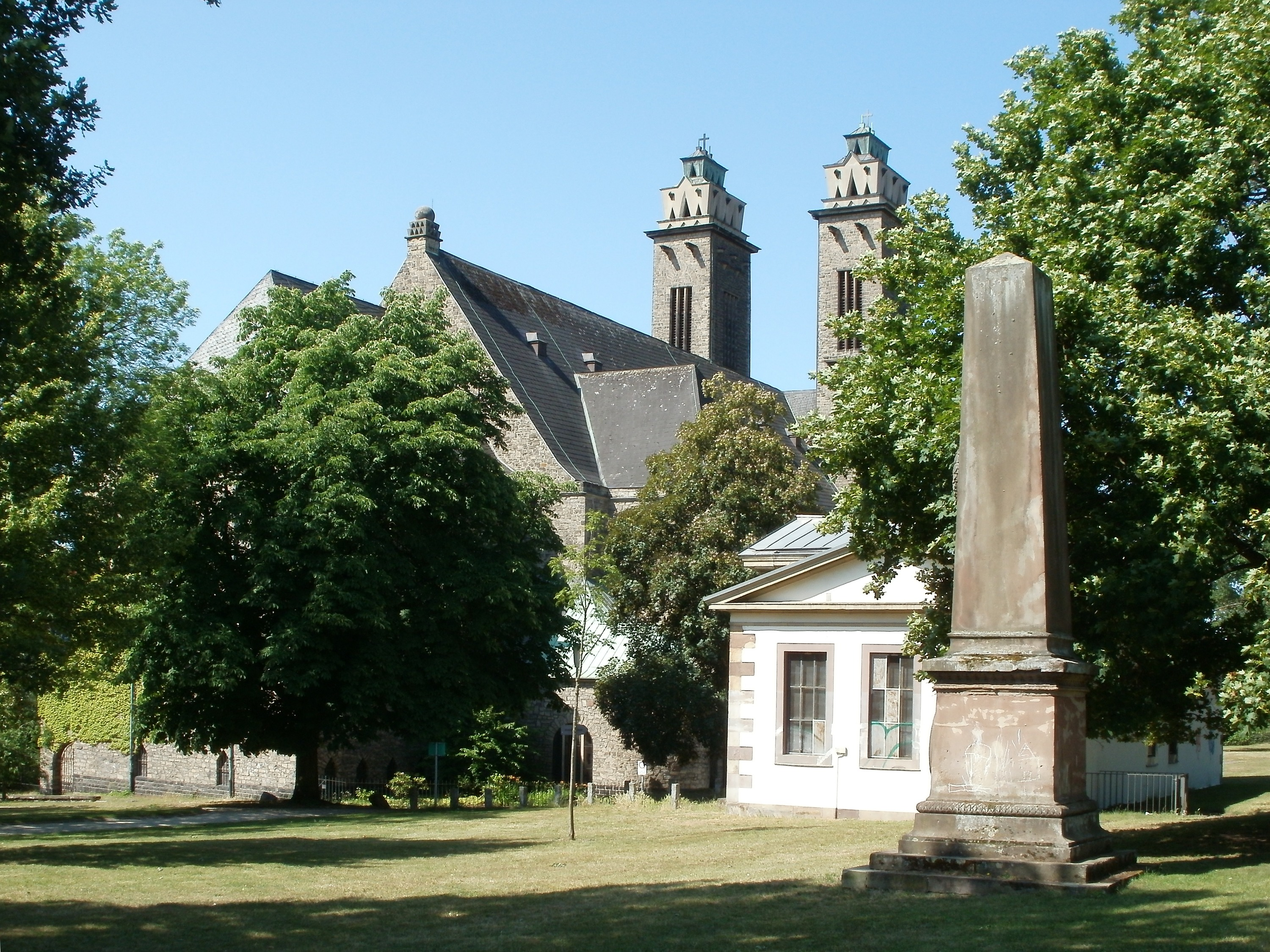
Blick vom Echelmeyerpark auf die Pfarrkirche St. Michael

Der Echelmeyerpark ist ein Park in Saarbrücken. Benannt ist er nach dem Pfarrer Alois Echelmeyer.

## Lage
Der Park liegt im Norden des Stadtteils St. Johann im Distrikt Nauwieser Viertel (Bezirksnummer 132). Im Osten verläuft die Kantstraße, im Süden die Schumannstraße. Im Norden und im Westen begrenzt der Gebäudekomplex des Technisch-Gewerblichen Berufsbildungszentrums Saarbrücken den Park.

## Bebauung
Am südwestlichen Rand des Parks steht die Kirche St. Michael. Im Zentrum des Parks befindet sich ein Spielplatz. Südlich davon steht eine ehemalige denkmalgeschützte Friedhofskapelle, im Volksmund aufgrund der klassizistischen Bauweise mit Säulen auch Tempel genannt. Außerdem befinden sich auf dem Gelände ein Kriegerdenkmal für die Gefallenen des Deutsch-Französischen Krieges und eines für die Gefallenen im Ersten Weltkrieg. Der Park besteht vor allem aus Rasenflächen mit altem Baumbestand.

## Geschichte
Der Echelmeyerpark entstand 1923, als auf dem Gelände des ehemaligen Friedhofs am Rotenberg die Kirche St. Michael gebaut wurde. Der Friedhof war in den 1880er Jahren stillgelegt worden.

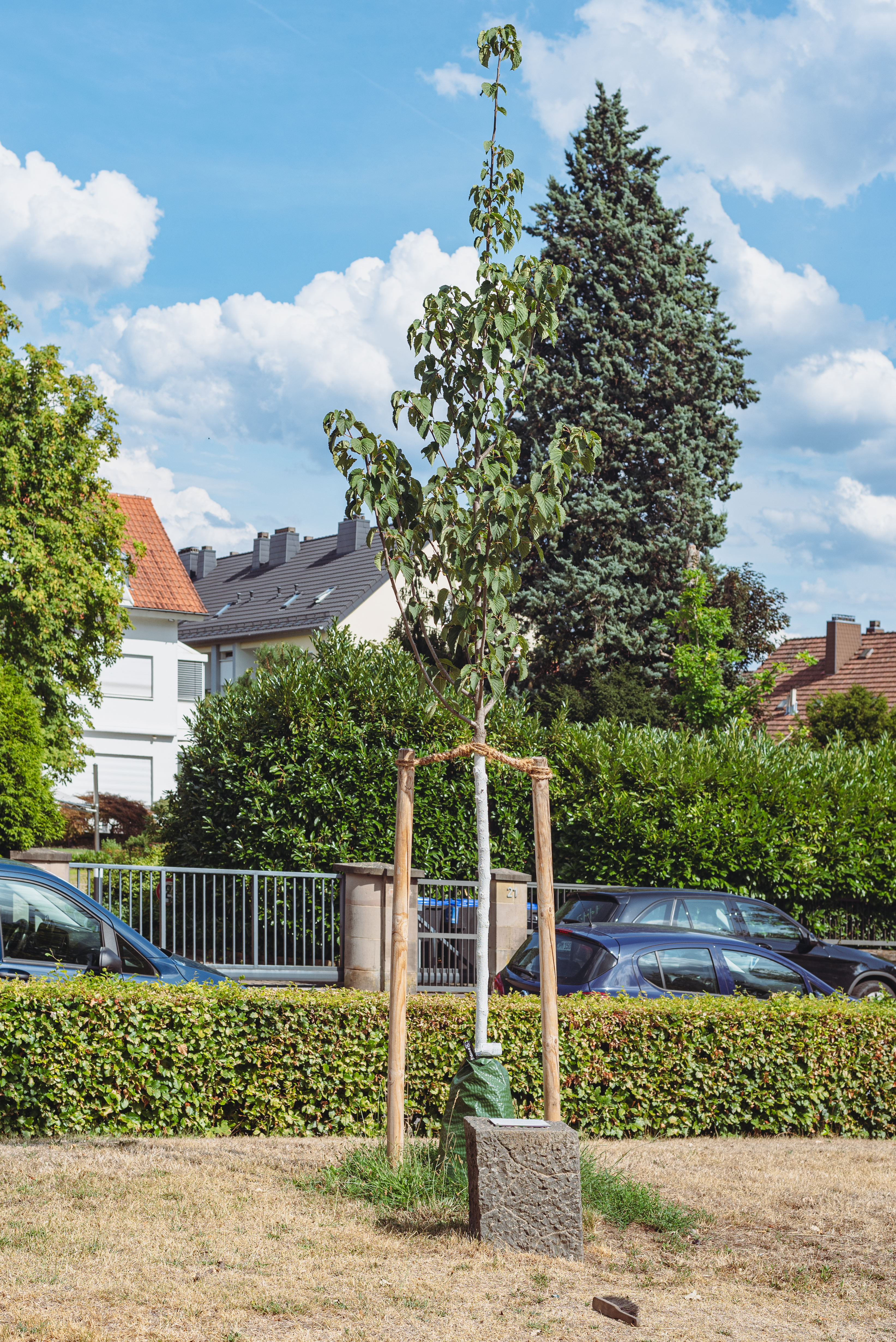
Der Taschentuchbaum im Jahr 2020

Im Oktober 2017 pflanzten die beiden Studierenden Carolina Goberna Caride und Nijat Mammadbayli zusammen mit dem damaligen Bürgermeister Ralf Latz einen Taschentuchbaum in dem Park. Der Baum soll die Dankbarkeit gegenüber den Menschen in Deutschland für die Solidarität bei der Aufnahme von Geflüchteten symbolisieren.